# Patreon
Patreon (/ˈpeɪtriɒn/) — веб-сайт, на котором авторы творческих произведений (видео, фото, изображений, музыки) могут распространять свои работы по платной подписке или предоставлять дополнительный контент для своих подписчиков, называемых «покровителями» (англ. patrons).
Сайт популярен среди YouTube-видеоблогеров, художников веб-комиксов, писателей, подкастеров, музыкантов и деятелей других областей творчества, публикуемого в Интернете. Patreon позволяет им получать финансирование напрямую от фанатов на регулярной основе или за каждое публикуемое произведение. Компания была основана музыкантом Джеком Конте и разработчиком Сэмом Ямом в 2013 году, базируется в Сан-Франциско.

## История

Логотип, использовавшийся по июнь 2017

Логотип, использовавшийся с июня 2017 по октябрь 2023

Основан в мае 2013 года музыкантом Джеком Конте, который искал способ зарабатывать на жизнь своими популярными YouTube-видео. Совместно с Сэмом Ямом он разработал платформу, позволяющую его поклонникам переводить ему заданную сумму каждый раз, когда он опубликовывает новое творение. Компания получила 2,1 миллиона долларов в августе 2013 года от группы венчурных инвесторов и бизнес-ангелов. В июне 2014 компания получила ещё 15 миллионов долларов в раунде серии A благодаря Дэнни Римеру из Index Ventures. В январе 2016 года Джошуа Кушнер инвестировал в компанию ещё 30 миллионов долларов, в результате чего стартовый капитал Patreon дошёл до 47,1 миллиона долларов.
За первые 18 месяцев на сайте было зарегистрировано более 125 000 «поклонников». В конце 2014 года сайт объявил, что поклонники ежемесячно пересылают создателям контента более миллиона долларов.
В марте 2015 года Patreon поглотил Subbable, аналогичный сервис подписок, созданный братьями Грин, Джоном и Хэнком, что перенесло на Patreon проекты Subbale, в частности, CGP Grey, «Smarter Every Day» Дестена Сэндлина, а также проекты самих братьев Грин, каналы CrashCourse и SciShow. За объединением сайтов последовал переход на платёжную систему Amazon Payments, которую использовал Subbable.
В октябре 2015 года сайт стал объектом масштабной кибератаки, повлёкшей утечку и последующую публикацию почти 15 гигабайт паролей, платёжных записей и исходных кодов. Среди утёкших данных было более 2,3 миллиона уникальных электронных адресов и миллионы личных сообщений. После атаки пользователи сайта начали получать электронные письма с требованием перевести сумму в биткойнах для сохранения их персональных данных.
В июле 2016 года Patreon уведомил пользователей о грядущих изменениях для авторов контента для взрослых, основным из которых было разрешение принимать платежи через PayPal — раньше авторы NSFW-контента могли получать платежи только через банковские карты.
В январе 2017 года была озвучена цифра в 100 миллионов долларов, переданных авторам с момента запуска сайта. В мае 2017 владельцы сайта объявили, что сервисом пользуется более 50 000 авторов и миллион поклонников, которые за 2017 год должны переслать более 150 миллионов долларов.
В июне 2017 года Patreon анонсировал набор инструментов для авторов контента, включающих CRM-систему, мобильное приложение под названием Lens и сервис для осуществления эксклюзивных стримов.
В августе 2018 года было объявлено о поглощении компании Memberful.
В октябре 2021 года Patreon подтвердил, что рассматривает возможность внедрения криптовалют и НФТ после того, как создатели выразили заинтересованность в возможности предлагать эксклюзивные членства и преимущества своим покровителям с помощью монет или токенов.
В марте 2022 года Patreon объявил, что платформой пользуются более 250 000 создателей, а число активных меценатов превышает 8 миллионов человек из более чем 200 стран.
7 августа 2022 года доступ к сайту из России был заблокирован Роскомнадзором в связи с петицией против вторжения России на Украину, которую 25 февраля 2022 года на своей странице на Patreon разместило издание DOXA (из-за того, что сервис использует протокол HTTPS, недоступен весь сайт).
В сентябре 2022 года Patreon объявил об увольнении 80 человек, что составляет около 17 % от общего числа сотрудников.

## Бизнес-модель
Пользователи Patreon сгруппированы по видам контента, включающим видео/фильмы, подкасты, комедийный контент, комиксы, игры, образовательный контент и так далее. Эти авторы контента заводят личные страницы на сайте Patreon, на которых поклонники могут решить начать пересылать автору фиксированные суммы на ежемесячной основе. В качестве альтернативы авторы контента могут настроить свои страницы так, чтобы поклонники платили за каждое публикуемое творение. Обычно авторы задают цель — сумму, которую они желают получать — и могут установить лимит ежемесячных платежей. Поклонники в любой момент могут прекратить финансирование. Как правило, авторы дают членские привилегии (обычно в виде доступа к эксклюзивному контенту и подробностям о работе за кулисами) для своих поклонников в зависимости от ежемесячно перечисляемой суммы.
Значительная часть авторов на Patreon — YouTube-видеоблогеры. У них есть возможность создавать разный контент на нескольких платформах: в то время как YouTube-видео могут оставаться доступными для широкой публики, поклонники будут получать эксклюзивный личный контент в обмен за финансовую помощь. Patreon оставляет себе 5 % в качестве комиссии, ещё 5 % может быть взято за проведение транзакции — таким образом, автору достаётся 90 % переведённых денег.
По данным февраля 2014 года, почти половина пользователей сайта занимается созданием видео для YouTube, а большая часть оставшихся является писателями, художниками веб-комиксов, обычными художниками, музыкантами или подкастерами. В 2016 году правилами Patreon была разрешена эротика и откровенное содержимое в случаях, когда это указывается явно, но запрещена передача в качестве наград поклонникам порнографии или запечатлённого сексуального насилия.
В отличие от других онлайн-платформ, таких как YouTube и Facebook, которые используют обученные алгоритмы для выявления потенциально неприемлемого контента, команда доверия и безопасности Patreon следит за пользователями и расследует жалобы на нарушение Условий предоставления услуг.

## Конфликты
В июле 2017 года консервативный журналист и YouTube-видеоблогер Лорен Саутерн была заблокирована на Patreon за участие в миссии «Defend Europe», препятствовавшей потоку кораблей с беженцами в Средиземном море. В письме, отправленном журналистке, представители Patreon обвинили её в «зарабатывании денег для участия в действиях, которые с большой вероятностью приведут к человеческим жертвам». Американский публицист Сэм Харрис выразил протест политике Patreon, объявив, что покидает платформу. Подписчики Лорен стали обвинять Patreon в двойных стандартах, приводя в пример учётную запись анархистской группировки «It’s Going Down», что привело также и к её блокировке.
В марте 2014 года Patreon объявил по электронной почте, что создателям сексуального контента на их платформе больше не будет разрешено использовать услуги PayPal через Patreon для оплаты подписки. В июле 2016 года Patreon отправил электронное письмо своим создателям контента, объявив, что платежи через PayPal возобновятся для создателей контента, ориентированного на взрослых. Те, кто работал в NSFW-категориях на Patreon, могли принимать платежи через PayPal через дочернюю компанию PayPal Braintree. В октябре 2017 года Patreon опубликовал расширенную версию правил, вызвавшую протест у создателей контента для взрослых. Петиция с требованием отменить изменения собрала более 1800 подписей и добилась ответа от Конте. В июне 2018 года Patreon приостановил деятельность некоторых создателей, которые производили контент для взрослых.
18 декабря 2017 года Patreon перешёл на новую систему комиссий, согласно которой комиссию с переводов платят поклонники, а не автор. Это вызвало возражения у некоторых авторов, которые перестали получать деньги от поклонников, обычно переводивших малые суммы: в новой системе платёж в 1 $ обойдётся поклоннику в 1,38 $, а в 5 $ — 5,50 $, что соответствует 38 и 10 процентам комиссии, соответственно. По результатам полученной обратной связи и уменьшения оборота средств Patreon вернулся к старой платёжной системе. В 2018 году Patreon обвинили в том, что он запрещает видео с ASMR (автономная сенсорная меридианная реакция). 24 октября 2020 года Patreon объявил, что запретит все аккаунты, «которые продвигают дезинформацию, пропагандирующую теорию заговора QAnon».